# U-304 (tàu ngầm Đức)
U-304 là một tàu ngầm tấn công  Lớp Type VII thuộc phân lớp Type VIIC được Hải quân Đức Quốc Xã chế tạo trong Chiến tranh Thế giới thứ hai. Nhập biên chế năm 1942, nó chỉ kịp thực hiện được một chuyến tuần tra duy nhất và không đánh chìm được mục tiêu nào, trước khi bị máy bay ném bom B-24 Liberator của Không quân Hoàng gia Anh đánh chìm trong Đại Tây Dương vào ngày 28 tháng 5, 1943. 

## Thiết kế và chế tạo

### Thiết kế

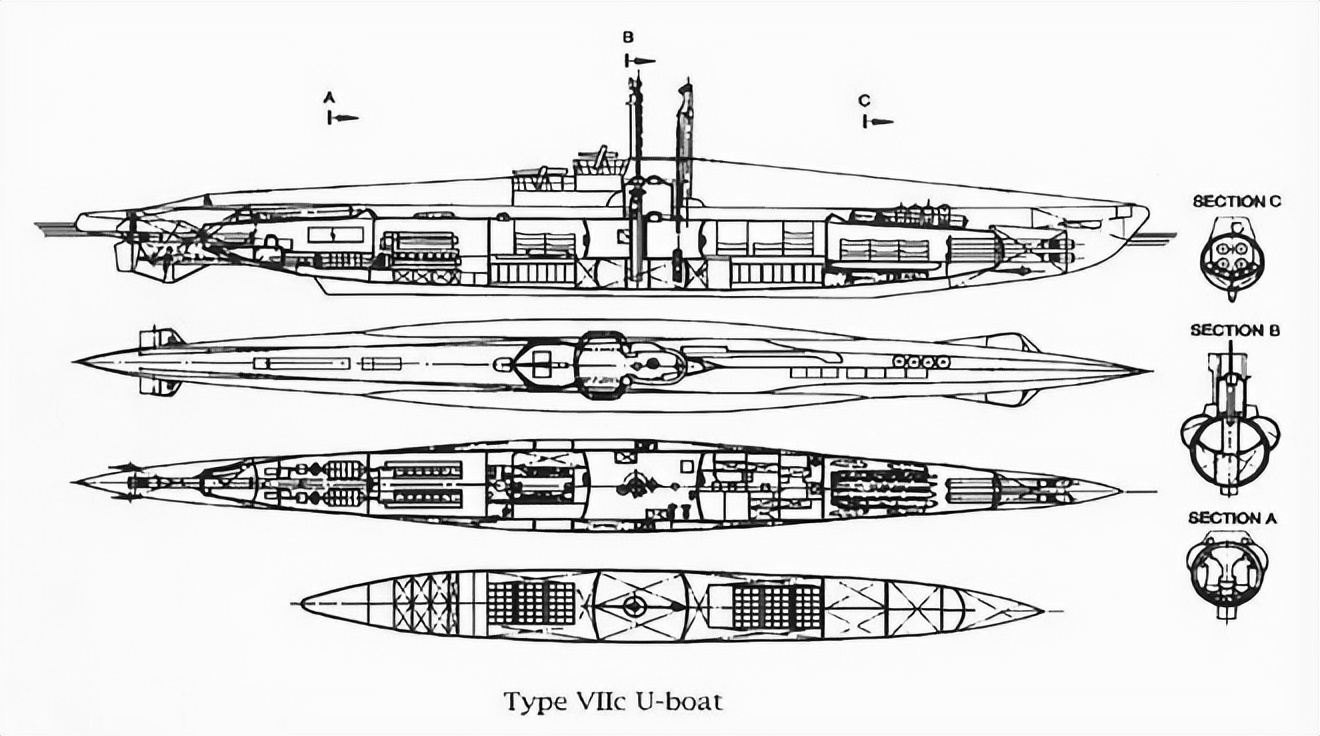
Sơ đồ các mặt cắt một tàu ngầm Type VIIC

Phân lớp VIIC của Tàu ngầm Type VII là một phiên bản VIIB được kéo dài thêm. Chúng có trọng lượng choán nước 769 t (757 tấn Anh) khi nổi và 871 t (857 tấn Anh) khi lặn). Con tàu có chiều dài chung 67,10 m (220 ft 2 in), lớp vỏ trong chịu áp lực dài 50,50 m (165 ft 8 in), mạn tàu rộng 6,20 m (20 ft 4 in), chiều cao 9,60 m (31 ft 6 in) và mớn nước 4,74 m (15 ft 7 in).
Chúng trang bị hai động cơ diesel Germaniawerft F46 siêu tăng áp 6-xy lanh 4 thì, tổng công suất 2.800–3.200 PS (2.100–2.400 kW; 2.800–3.200 bhp), dẫn động hai trục chân vịt đường kính 1,23 m (4,0 ft), cho phép đạt tốc độ tối đa 17,7 kn (32,8 km/h), và tầm hoạt động tối đa 8.500 nmi (15.700 km) khi đi tốc độ đường trường 10 kn (19 km/h). Khi đi ngầm dưới nước, chúng sử dụng hai động cơ/máy phát điện Garbe, Lahmeyer & Co. RP 137/c tổng công suất 750 PS (550 kW; 740 shp). Tốc độ tối đa khi lặn là 7,6 kn (14,1 km/h), và tầm hoạt động 80 nmi (150 km) ở tốc độ 4 kn (7,4 km/h). Con tàu có khả năng lặn sâu đến 230 m (750 ft).
Vũ khí trang bị có năm ống phóng ngư lôi 53,3 cm (21 in), bao gồm bốn ống trước mũi và một ống phía đuôi, và mang theo tổng cộng 14 quả ngư lôi, hoặc tối đa 22 quả thủy lôi TMA, hoặc 33 quả TMB. Tàu ngầm Type VIIC bố trí một hải pháo 8,8 cm SK C/35 cùng một pháo phòng không 2 cm (0,79 in) trên boong tàu. Thủy thủ đoàn bao gồm 4 sĩ quan và 40-56 thủy thủ.

### Chế tạo
U-304 được đặt hàng vào ngày 7 tháng 12, 1940, và được đặt lườn tại xưởng tàu của hãng Flender Werke ở Lübeck vào ngày 26 tháng 6, 1941. Nó được hạ thủy vào ngày 13 tháng 6, 1942, và nhập biên chế cùng Hải quân Đức Quốc Xã vào ngày 5 tháng 8, 1942 dưới quyền chỉ huy của Hạm trưởng, Trung úy Hải quân Heinz Koch.

## Lịch sử hoạt động
U-304 khởi hành từ cảng Kiel vào ngày 31 tháng 12, 1942 cho chuyến tuần tra duy nhất trong chiến tranh, tiến ra Bắc Hải rồi băng qua khe GIUK giữa quần đảo Faroe và Iceland để hoạt động tại vùng biển Bắc Đại Tây Dương về phía Đông Nam Greenland. Nó gửi báo cáo thời tiết cuối cùng về căn cứ vào ngày 24 tháng 5, và chỉ bốn ngày sau đó 28 tháng 5, chiếc tàu ngầm bị một máy bay ném bom B-24 Liberator thuộc Liên đội 120 Không quân Hoàng gia Anh thả mìn sâu đánh chìm ở vị trí về phía Đông Nam mũi Farewell, Greenland, tại tọa độ 54°50′B 37°20′T / 54,833°B 37,333°T. Toàn bộ 46 thành viên thủy thủ đoàn của U-304 đều tử trận.

### "Bầy sói" tham gia
U-304 từng tham gia ba bầy sói:
- Không tên (7 – 10 tháng 5, 1943)
- Isar (10 – 15 tháng 5, 1943)
- Donau I (15 – 26 tháng 5, 1943)